# جوائو پینیرو (میناس گرایس)
جوائو پینیرو (به پرتغالی: João Pinheiro) یک منطقهٔ مسکونی در برزیل است که در میناز ژرایس واقع شده‌است. جوائو پینیرو ۱۰٫۷۲۷٬۴۶۰ کیلومتر مربع مساحت و ۴۵٬۲۶۰ نفر جمعیت دارد و ۷۶۵ متر بالاتر از سطح دریا واقع شده‌است.